# Peter Ostrum
Peter Ostrum, född 1 november 1957 i Dallas i Texas, är en amerikansk tidigare barnskådespelare känd för sin roll som Kalle Spann i Willy Wonka och chokladfabriken. Nu jobbar han som veterinär.